# Kiesfilter
Als Kiesfilter werden in der Verfahrenstechnik Apparate bezeichnet, die zur Reinigung von Wasser, Prozessflüssigkeiten und Abwasser verwendet werden. Mit einem Kiesfilter können ungelöste Feststoffe aus Wasser oder Prozessflüssigkeiten abgetrennt werden, die Flüssigkeit wird dadurch gereinigt. Dieser Reinigungsvorgang gehört zu den mechanischen Trennverfahren und wird Filtration genannt. Wie aus dem Namen ersichtlich, wird die Reinigung in Behältern durchgeführt, die als Filtermaterial eine Schüttung von Kies enthalten. Wichtige Einsatzbereiche für diese Filter sind die Trink- und Brauchwasseraufbereitung sowie die Abwasserreinigung. Die Filterung wird sowohl unter Druck in geschlossenen wie auch in atmosphärisch offenen Behältern durchgeführt.

## Funktionsbeschreibung
Die Anwendung der Trenntechnik mit einem Filtermaterial ist sehr alt. Bereits in der Antike wurden mit Binsen und Ginster gefüllte Siebgefäße, eine Variante der damals verwendeten Kolatorien, zur Abtrennung von Feststoffen aus Flüssigkeiten eingesetzt. Nachfolgend wird für die zu behandelnde Flüssigkeit allgemein nur das Medium Wasser beschrieben. Für Prozessflüssigkeiten und Abwasser gelten die Angaben ebenfalls. Die Durchmesser der abzutrennenden Partikel liegen von mehreren Millimeter bis in den Nanometerbereich. Ein Wasser mit derartigen ungelösten Partikeln, Rohwasser genannt, wird durch den Kies im Filter gedrückt. Der Kies ist dabei das Filtermedium, von dem die Partikel zurückgehalten und damit abfiltriert werden. Allerdings werden für die aktiven Filterschichten überwiegend Korngrößen verwendet, die geringer sind als bei einem Feinkies und die den Abmessungen des Sandes entsprechen. In der Technik werden aber trotzdem meistens die Bezeichnungen Kies und Kiesfilter statt Sand und Sandfilter verwendet.
Die bei der Filterung aktiven Kräfte gehen über einen reinen Siebeffekt weit hinaus. Neben der Adhäsion mit der Oberfläche der Kieskörner können auch katalytische Reaktionen, wie beispielsweise bei der Enteisenung von Wasser, den Filtereffekt verstärken. Die von den Partikeln gereinigte Flüssigkeit wird mit Reinwasser bezeichnet. Die Abfiltration der Schmutzpartikel erfolgt in normalen Kiesfiltern bevorzugt in den oberen Kiesschichten. Durch diese Schmutzaufnahme wird der Freiraum zwischen den Kieskörnern verkleinert und der Durchflusswiderstand, Filterwiderstand oder Druckverlust genannt, in der Kiesschicht steigt an. Nach Erreichung eines maximal zulässigen Druckverlustes oder bei einer Verschlechterung der Qualität des Reinwassers durch einen Anstieg des Partikelgehaltes, muss der Betrieb eines Filters beendet werden. Mit steigendem Druckverlust steigt der Energiebedarf (notwendiger Wasserdruck oder notwendiger geodätischer Höhenunterschied) und der Betrieb wird unwirtschaftlich. Weiterhin besteht die Gefahr, dass bereits abfiltrierte Partikel durch die gesamte Kiesschicht gedrückt werden und das Reinwasser verunreinigen. Man bezeichnet diesen Vorgang auch mit Durchbruch eines Filters.
Die abfiltrierbare Partikelmenge und die erreichbare Qualität des Reinwassers ist sowohl von der Art und Größe der ungelösten Partikel im Rohwasser wie auch von der verwendeten Kiesart abhängig. Mit steigender Partikelgröße werden die erreichbaren Betriebswerte für die Schmutzaufnahme und den Restgehalt im Reinwasser günstiger. Sehr kleine Partikel wie Bakterien, manche Algen und die sogenannten feindispersen und kolloidalen Feststoffe können mit normalen Kiesfiltern nur schlecht abfiltriert werden. Hierfür muss das Rohwasser vor Eintritt in ein Kiesfilter durch Zugabe, Dosierung genannt, von Flockungsmitteln und Flockungshilfsmitteln behandelt werden. An die sich bildenden Flocken werden die Partikel angelagert und in eine leichter abfiltrierbare Form überführt.
Sind die zu entfernenden Schmutzpartikel voluminös und/oder klebrig, so kann sich auch eine Filterhaut auf der obersten Kiesschicht bilden. Dies führt schnell zu hohen Druckverlusten und einer vorzeitig erforderlichen Rückspülung der Filter. Kiesfilter sind für die Reinigung derartig verunreinigter Rohwässer kaum geeignet.
Ein Filter ist nach Erreichung der zulässigen Schmutzaufnahme erschöpft und muss gereinigt werden. Dieser Reinigungsvorgang wird mit Rückspülung bezeichnet.
Zur Erhaltung der Funktionsfähigkeit werden die Kiesfilter regelmäßig gereinigt. Dazu werden sauberes Wasser und Druckluft von unten nach oben durch die Kiesschicht gespült, es wird eine Filterrückspülung durchgeführt. Eine optimale Rückspülung besteht aus drei Phasen. In der ersten wird nur mit Luft das Kiesbett aufgelockert und danach in der zweiten mit Luft und gleichzeitig einer geringen Wassermenge der Hauptteil des Schmutzes aus dem Kies ausgespült. Danach folgt die dritte Phase mit einer großen Wassermenge ohne Luft zur Endreinigung der Kiesfüllung und Klarspülung. Bei einer nachfolgenden Inbetriebnahme wird sogenanntes Erstfiltrat aus Sicherheitsgründen meistens verworfen, da es anfangs kurzzeitig noch etwas höhere Gehalte an Feststoffpartikeln enthalten kann.

## Filteraufbau
Zwei unterschiedliche Bauweisen werden für die Kiesfilter eingesetzt. In Anlagen mit großen Durchsatzleistungen, wie sie zum Beispiel bei der Trinkwasseraufbereitung und der Erzeugung großer Mengen an Brauchwasser erforderlich sind, werden häufig sogenannte „Offene Filter“ aus Beton verwendet. Dies sind drucklose Filter, bei denen nur der Höhenunterschied zwischen Rohwasser- und Reinwasserniveau in der Anlage den erforderlichen Druck für die Überwindung des Filterwiderstandes erzeugt. „Druckfilter“ dagegen sind Filter mit geschlossenen Behältern, die überwiegend aus Stahl hergestellt werden. Der erforderliche Betriebsdruck wird meistens mit Pumpen erzeugt. Das Reinwasser ist bei diesen Filtern nach der Filterung nicht drucklos und hat, sofern notwendig, noch den erforderlichen Druck für die weitere Verwendung.

Druckfilter
1=Rohwasser, 2=Reinwasser,3=Behälter, 4=Eintritt Spülwasser, 5=Spülwasseraustritt, 6=Einfahrleitung, 7=Spülluft, 8=Düse mit Düsenboden, 9=Kies/Stützschichten, 10=Filtersand/-kies, 11=Spültrichter, 12=Entlüftung

In der abgebildeten einfachen Skizze ist eine der üblichen Ausführungen für ein Druckfilter dargestellt. Bei beiden unterschiedliche Bauweisen der Filter, offen oder geschlossen, liegt der Kies auf einem Düsenboden. Daneben gab es den sogenannten „düsenlosen Filterboden“ der Fa. BAMAG. Eine Sonderkonstrucktion waren Böden aus nebeneinander liegenden Röhren (Beispiel: Bodenseewasser Aufbereitungsanlage). Meist wurden und werden überwiegend Filterdüsen aus Polypropylen eingesetzt. Bei der Reinigung von Betriebswässer mit über 80 °C. Rohwassertemperatur sind aus Festigkeitsgründen Drainagen oder Düsen aus wärmefesten Material, beispielsweise Edelstahl, erforderlich.
Der verwendete Filterkies muss bestimmte Anforderungen erfüllen. Die erforderlichen Qualitäten für die zulässigen Filtersande und Filterkiese sind in Deutschland in der DIN EN 12904 „Produkte zur Aufbereitung von Wasser für den menschlichen Gebrauch - Quarzsand und Quarzkies -“ angeführt. Unter anderem sind besonders Vorgaben für folgendes darin aufgelistet:
- zu wählende Körnungen für die Stütz- und Filterschichten
- zulässiges Porenvolumen mit 25 bis 35 %
- weitgehend frei von Ton, Kalk, Glimmer (zusammen < 4 %) und org. Substanzen (< 0,5 %), Quarzanteil um 96 %
- möglichst glatte Kornoberfläche
- Begrenzung des Anteiles an Über- und Unterkorn

Beide Filtertypen besitzen besonders bei größeren Abmessungen häufig Vorrichtungen für die Rohwasserverteilung im Zuflussbereich der Filter. Weiterhin sind für die Spülluft- und Spülwasserverteilung spezielle Verteilsysteme vorhanden. Diese Verteilsysteme ermöglichen eine gleichmäßige Wasser- und Luftverteilung bei der Rückspülung der Filter.
Kennzeichnend für beide Filtertypen, offen oder geschlossen, ist die generelle Kornverteilung in der Kiesschüttung. Bedingt durch die regelmäßigen Rückspülungen sind Kieskörner mit kleinen Abmessung überwiegend in der oberen Schicht und die gröberen im unteren Bereich angeordnet. Diese Kornunterschiede führen zu dem Nachteil, dass das Wasser bereits nach dem Filtereintritt die obersten Schichten des Kieses mit überwiegend kleinerer Korngröße durchströmt und dort die Feststoffe abgelagert werden. Feiner Kies hat aber geringere Freiräume zwischen den Körnern. Dies führt zwangsläufig zu Nachteilen für das Schmutzaufnahmevermögen und verschlechtert die Reinigungswirkung, da die unteren groben Kiesschichten schneller die Feinfilterung übernehmen müssen. Grober Kies kann generell mehr Schmutz aufnehmen. Feiner Kies ermöglicht eine bessere und feinere Feststoffabscheidung. Zur Vermeidung dieser Nachteile wurden Raum- und Schichtbettfilter entwickelt, bei denen die Filterschichten andersartig aufgebaut sind.

## Raumfilter

Raumfilter
1=Roh-/Spülwasser, 2=Reinwasser, 3=Spülluft, 4=Düse mit Düsenboden, 5=Kies/Stützschichten, 6=Filtersand/-kies, 7=Behälter, 8=Spültrichter, 9=Spülwasseraustritt, 10=Entleerung, 11=Gittersystem

Neben normalen Kiesfiltern, mit einer Durchflussrichtung der Flüssigkeit bei Betrieb von oben nach unten, werden auch
sogenannte Raumfilter verwendet. Diese Filter werden bei Betrieb von unten nach oben durchflossen. Da die groberen Kieskörner bevorzugt im unteren und die feineren im oberen Kiesbett angeordnet sind, können diese Raumfilter größere Schmutzmengen aufnehmen als normale Filter, bevor der Druckverlust zu stark ansteigt. Ein weiterer Vorteil bei den Raumfiltern besteht darin, dass ohne Nachteile meistens Rohwasser statt Reinwasser als Spülwasser verwendet werden kann.
Um die Gefahr eines Strömungsdurchbruches im Filterbett zu verringern, wurde nach einem niederländischen Patent der 1960er Jahre im oberen Schüttbereich des Filtermediums ein festverankertes Gittersystem angeordnet. Filter mit dieser Bauweise werden Immediumfilter genannt. Die nebenstehende Verfahrensskizze zeigt den üblichen Aufbau eines Immediumfilters. Besonders bei sehr stark verschmutztem Rohwasser ermöglichen diese Filter trotz der Aufnahme von höheren Schmutzmengen ausreichend lange Betriebszeiten mit guter Reinwasserqualität zwischen den Rückspülungen.
Eine Besonderheit sind Filter, bei denen nicht wie im Normalfall das Filterbett überstaut ist (Überstaufilter), sondern der Wasserspiegel unterhalb des Filterbodens gehalten wird, das Filterbett ist dabei nicht überstaut bei gleichzeitiger Oxidationsluftzugabe im Gleichstrom. Diese nicht überstauten Filter werden fälschlicherweise „Trockenfilter“ (ehem. Patent der Fa. Bamag) genannt. Sie sind besonders geeignet für Grundwässer mit hohen bis sehr hohen Eisengehalten. Für eine Entmanganung muss eine zweite Stufe nachgeschaltet werden.

## Schichtbettfilter
Bei allen vorgenannten Filtern wird als Filtermedium weitgehend nur Kies verwendet. Einen ähnlichen Effekt wie bei Raumfilter erreicht man mit den Mehrschichtfiltern, auch Schichtbettfilter genannt. Bei diesen Filtern wird auf einer feinkörnigen unteren Schicht, die überwiegend aus Kies besteht, eine Schicht mit einem spezifisch leichteren und gröberen Material aufgebracht. Das Aufnahmevermögen für Schmutz wird durch die obere grobere Filterschicht deutlich verbessert, da diese zuerst durchströmt wird und größere Schmutzmengen aufnehmen kann. Für diese zweite gröbere Schicht sind zum Beispiel Filtermaterialien wie Hydroanthrazit oder Aktivkohle geeignet.
Neben diesen Zweischichtfiltern werden auch Dreischichtfilter verwendet. Hinsichtlich des Schmutzaufnahmevermögens bestehen zwischen diesen beiden Typen keine großen Unterschiede. Deutliche Vorteile ergeben sich aber, wenn neben suspendierten Partikeln (z. B. Lehm und Ton) auch feindisperse Verunreinigungen wie Algen und Bakterien abfiltriert werden müssen. Derartige Filter sind gut geeignet für die Reinigung von Oberflächenwässern, die sowohl in Hochwasserperioden höhere Gehalte an Trübstoffen aufweisen wie auch zeitweise größere Algenmengen in der wärmeren Jahreszeit bei gleichzeitig niedrigem Gesamtgehalt an Ungelöstem.
Der Filteraufbau eines derartigen Dreischichtfilters ist beispielsweise wie folgt:
- unterste grobkörnige Wasserverteilungsschichten aus Kies
- 1. feinkörnige Filterschicht aus feinem Sand
- 2. mittelkörnige Filterschicht aus Hydroanthrazit
- 3. grobere Filterschicht aus leichter Aktivkohle (beispielsweise auf Torfbasis)

Voraussetzung für einen störungsfreien Dauerbetrieb der Mehrschichtfilter ist die Verwendung der richtigen Körnung und Schüttgewichte für die Filtermaterialien. Nur bei der richtigen Auswahl ist eine dauerhafte saubere Schichtung erreichbar. Anderenfalls führen die notwendigen Rückspülungen mehr oder weniger schnell zu einer teilweisen Vermischung, wodurch sich die Filterwirkung und das Schmutzaufnahmevermögen stark verschlechtern.
Bei einem Vergleich von Zwei- zu Dreischichtbettfiltern wurden für letztere Filter in einer Versuchsanlage Verlängerungen der Laufzeiten bis zur Verstopfung oder zum Feststoffdurchbruch von 59 bis 63 % erreicht.

## Anwendungen
Kiesfilter werden, wie bereits angeführt, häufig in der Wasser- und in der Abwasseraufbereitung eingesetzt. Typische Anwendungen sind die Reinigung von feststoffhaltigen Oberflächenwässer und die Abfilterung von ausgefällten Verbindungen von chemisch behandelten Wässern, die beispielsweise bei einer Entcarbonisierung oder der Oxidation von gelösten Eisenverbindungen anfallen. Wird bei der Abwasserreinigung eine Phosphatfällung durchgeführt, so werden die dabei anfallenden Wässer nach einer derartigen Stufe häufig auch über Kiesfilter feinfiltriert. In allen diesen Beispielen erfolgt eine Abfilterung ungelöster Feststoffe und die Herstellung eines Reinwassers mit einem möglichst niedrigen Gehalt an ungelösten Partikeln.